# Колін Маклорен
Ко́лін Макло́рен (англ. Colin Maclaurin;  Scottish Gaelic: Cailean MacLabhruinn; лютий 1698 — 14 червня 1746, Йорк) — шотландський математик.

## Життєпис
Народився в 1698 році в Кілмодані, Шотландія.
Батько Коліна хотів, щоб син отримав духовне звання. Але Маклорен присвятив себе математиці. Після вступу в 1709 році в університет міста Глазго, він вже у віці 15 років відкрив кілька теорем. У 19 років пройшовши конкурсний відбір, зайняв кафедру професора математики в Абердині, залишаючись на ній протягом 5 років. Ще через два роки Колін Маклорен, завдяки своїм мемуарам, присвяченим походженню кривих і їхній побудові, обирається в члени Лондонського королівського товариства. Ці мемуари привели його до відкриття кривих різних порядків. Книга Коліна Маклорена, що вийшла на цю тему в 1720 році, поставила його в один ряд до першокласних геометрів того часу. Особливу увагу з подальших творів Коліна Маклорена привертає «Трактат флюксій», де він заповнює пропуск в аналізі нескінченно малих, в яких не було навіть пропозицій цього аналізу. Докази, запропоновані Маклореном, були побудовані на основі старогрецьких геометрів і відрізнялися строгістю. Колін Маклорен був учнем Ісаака Ньютона, який йому часто допомагав в університетські роки. Прихильність Коліна Маклорена до вчення Ньютона позначається на його негативному відношенні до праць Декарта і Лейбніца. Математичні дослідження Коліна Маклорена включають числення скінченних різниць, аналіз теорії рядів і теорію плоских кривих вищих порядків, а також роботи в механіці.
Після 3-річного перебування у Франції знову отримав в 1726 році завдяки впливу Ньютона кафедру математики в Единбурзі. У 1724 році Маклорен отримав від Паризької академії наук премію за роботу з питання, що відноситься до падіння тіл, а 1740 року та ж академія ухвалила розділити премію за найкращий твір про приплив і відплив між ним, Даніелем Бернуллі і Ейлером. Його мемуар на цю тему носив назву «De causa physica fluxiis et refluxiis maris».
У 1745 році взяв діяльну участь у захисті Единбурга проти претендента, Карла-Едуарда.
Колін Маклорен помер 14 червня 1746 року в Йорку, Англія.